# Моторний вагон Вайтцер

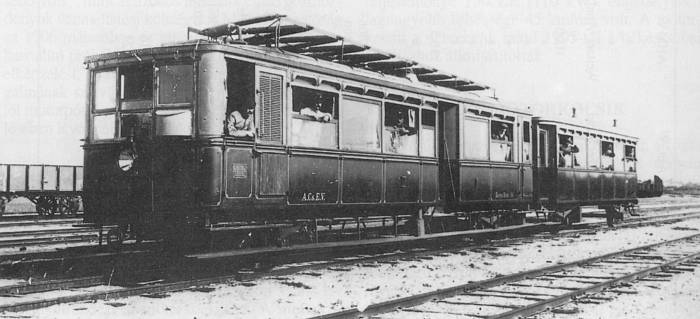
Один з перших серійних поїздів. 1906/10

Дизель-електричний моторний вагон Вайтцер-Де Діон-Бутон (Автомотриса Вайтцер-Де Діон-Бутон) (нім. Weitzer-De Dion-Bouton-Triebwagen) — перший серійний поїзд з двигуном внутрішнього згорання Європи, що використовувався на лініях Ц.к. Австрійської Державної залізниці. Згодом бензиновий мотор був замінений дизельним. Виготовлявся фабрикою Weitzer János Rt у теперішньому румунському Араді, що до 1919 входило до Австро-Угорської імперії, 1920 Угорщини. Бензиновий мотор для нього виготовляв французький виробник De Dion-Bouton, електричне обладнання німецька компанія Siemens-Schuckert.

## Історія

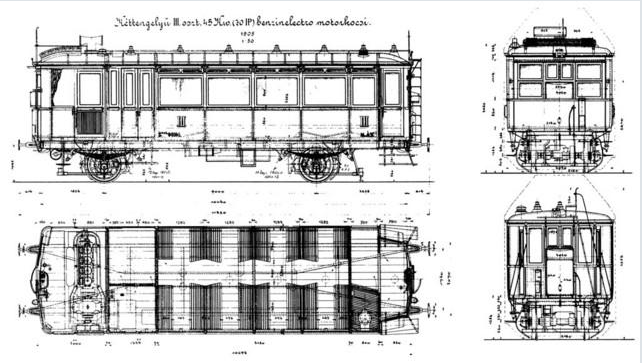
Схема прототипу дизель-поїзду

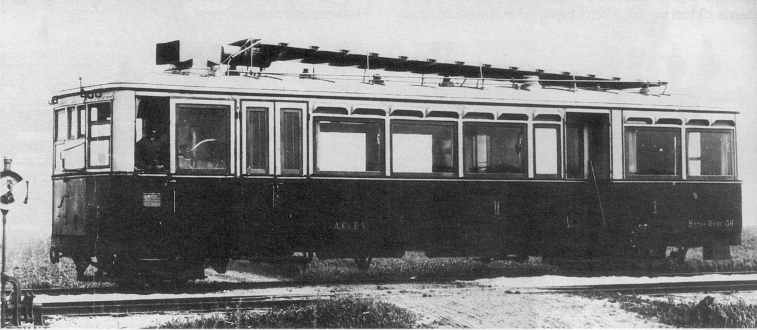
Серійна модель

Міністр торгівлі Транслейтанії Лайош Ланг доручив розробити для локальних залізниць дешевий транспортний засіб з мотором внутрішнього згорання. Після цього збудували два прототипи з приводом від моторів Daimler та Банкі, які не виправдали сподівань. Фабрика Ganz & Cie застосувала парову машину De Dion-Bouton. Вони розпочали виготовлення серії Cmot VIIIa und VIIIb для Угорської залізниці імперії (нім. Magyar Államvasutak)(MÁV). Австрійський підприємець Йоган Вайцер з Грацу вирішив застосувати інший привід від De Dion-Bouton, що успішно був випробуваний 1903 на випробувальних тестових поїздках, а 1906 запущений у серійне виробництво.
Ще 1900 одноциліндровий чотиритактний мотор Де Діон-Бутон використала у бензинов-електричному приводі легкового автомобіля бельгійської компанії Піпер. На основі отриманого досвіду використали 4-циліндровий мотор Де Діон-Бутон потужністю 70 к.с. з генератором, від якого живились два електромотори по 30 к.с., розміщені під підлогою вагону. Вони передавали зусилля на два привідні вали передньої і задньої колісних пар. Електрообладнання виготовляла компанія Siemens-Schuckert. Вагон розвивав максимальну швидкість 60-70 км/год. На електрифікованих ділянках можна було використовувати пантограф для отримання живлення електромоторів.
У передній частині вагону розміщувалась кабіна водія і мотор-генератор. На даху йшли труби системи охолодження. З двох сторін встановили автозчепи, буфери. Таким чином вони могли вести до двох причепних вагонів.

### Застосування, модифікації

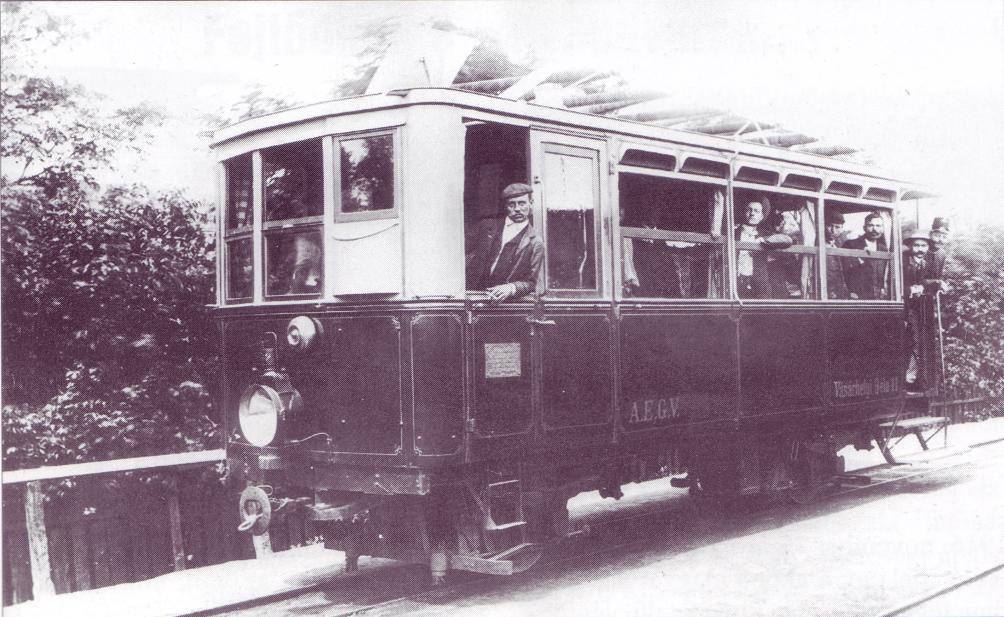
Вузькоколійний вагон. 1910

Моторні вагони виготовлялись з нормальною 1435 мм і вузькою 760 мм і 1000 мм коліями. На початку експлуатації моторні вагони були автомотрисами, переробленими згодом у дизель-поїзди. Для Об'єднаної залізниці Араду і Ченаду (нім. Aradi és Csanádi Egyesült Vasutak) виготовили щонайменше 41 моторні вагони з нормальною колією. Кузови прототипів нагадували в основному кузови вагонів з паровим мотором MÁV з платформою входу у їхній задній частині. При масі 15 т вони мали 40 сидячих місць. Серійні кузови були довшими і мали поділ на два класи.
Два дизель-поїзди купила 1907 румунська державна залізниця Căile Ferate Române. Вагони мали відділення 1 і 3 класу з входом ззаду для 3 класу, посередині для 1 класу. На даху вони мали довгий глушник.
Чотири менші вузькоколійні вагони з аналогічним до вагонів ACsEV приводом, компонуванням купила залізниця Alföldi Első Gazdasági Vasút (AEGV), використовуючи їх на 152 км лінії (1906/07, 1916).

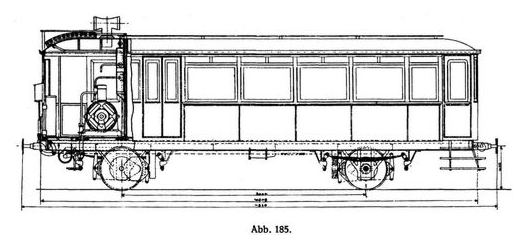
Схема розміщення силового обладнання

57-км локальна залізниця Арад — Пинкота (нім. Arad-Hegyaljai Motorosított Vasút (AHMV)) у Банаті з колією у 1000 мм відкрилась 1906 після купівлі 11 поїздів. З 1911 було електрифіковано усі ділянки залізниці, а 1913 мотор-вагони перебудували у пасажирські з багажним відділенням.
Локальна 760-мм вузькоколійної залізниця Ньїредьгаза — Домбрад (нім. Nyíregyháza-Land Schmalspurbahnen) купила п'ять вагонів (4+1) (1906/07). У 1911 залізниця збудувала у Ньїредьгаза лінію електричного трамваю, де використовувала вагони Ganz &Cie із зовнішніми струмоприймачами і бензиново-електричні, які також отримали струмоприймачі, користуючись ними серед міста.
Після 1945 збережені вагони потрапили до MÁV. Шість з них з позначенням BCmot 331 — BCmot 337 використовувались до 1960 на лінії Будапешт — передмістя (нім. Budapesti Helyiérdekű Vasút) завдовжки 104 км. Вагони зазнали ґрунтовної модернізації із заміною бензинових моторів дизельними, генераторів, електромоторів. Один вагон номер DM XII знову модернізували наприкінці ХХ ст. Шість вагонів перебуває у музеї.